# Guerre hispano-marocaine (1859-1860)
Pour l’article homonyme, voir Bataille de Tétouan (homonymie).
Guerre hispano-marocaine (1859-1860)
Batailles
La guerre du Maroc est la guerre coloniale menée par l'Espagne contre le Maroc entre 1859 et 1860.
Le Maroc sort vaincu de cette guerre pendant laquelle son armée a été battue autour de Tétouan lors des batailles de Sierra Bullones le 17 décembre 1859, de Castillejos le 1er janvier 1860, de Tétouan le 31 janvier 1860 et de Wad-Ras (ou Gualdras ou Guad-el-Ras) le 23 mars 1860. Il est contraint de signer avec l'Espagne le 26 avril 1860 le traité de Wad-Ras, dont les conditions lui sont très défavorables.

## Dénominations
En espagnol, elle est aussi désignée sous les noms de Guerra de África (guerre d'Afrique), Primera Guerra de Marruecos (première guerre du Maroc, par référence postérieure des historiens à la guerre du Rif de 1921 à 1926), et Guerra Hispano-Marroquí (guerre hispano-marocaine).

## Contexte

### Situation politico-économique au Maroc
La situation politico-économique du Maroc est particulièrement tendue avant le début de la guerre.

### Situation des présides espagnols

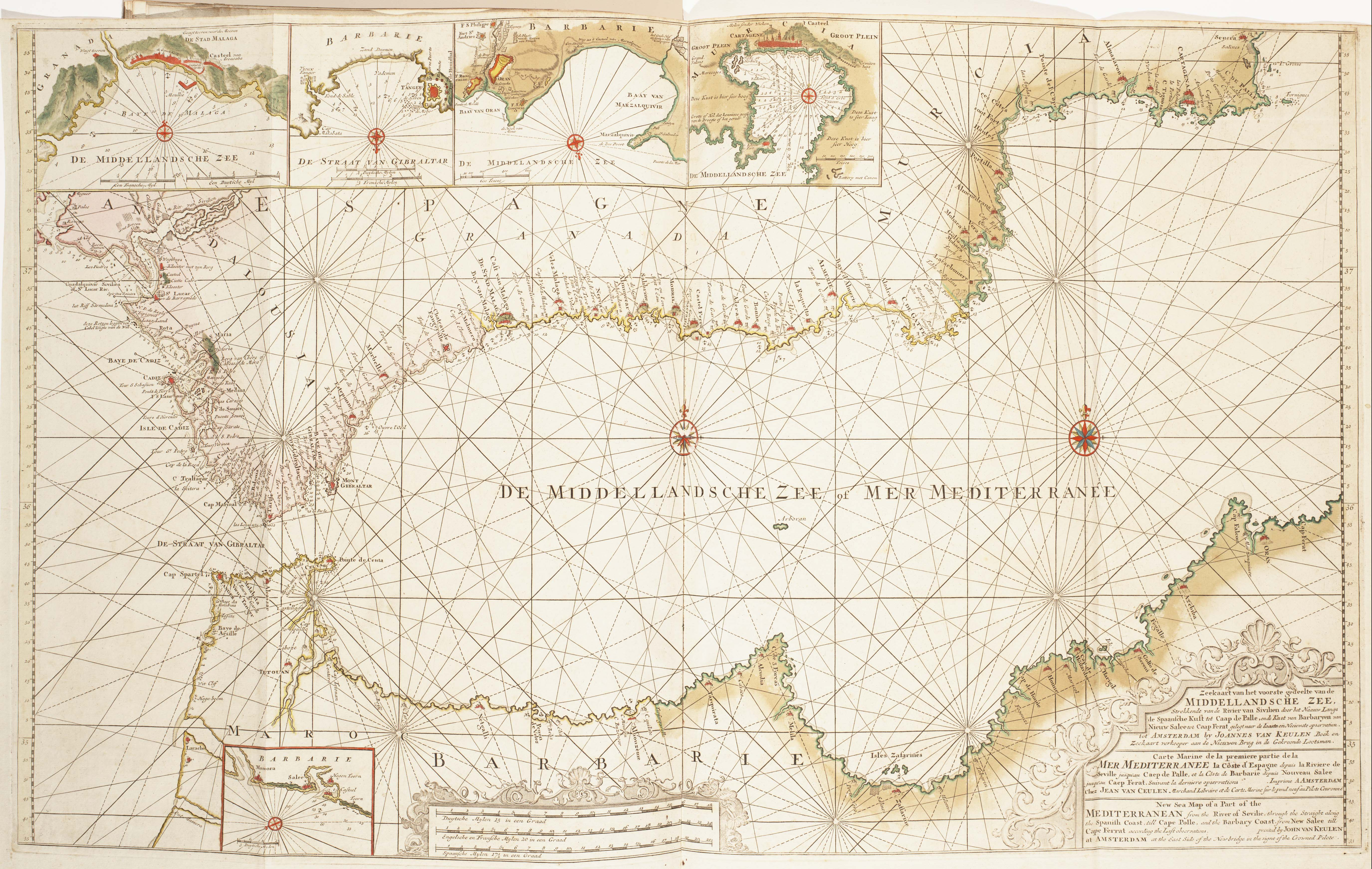
Carte des présides espagnols vers 1726-1734 par Johannes van Keulen.

Depuis la mort d'Ismaïl ben Chérif, sultan du Maroc entre 1672 et 1727, conquérant des villes de Mamora, Larache et Asilah qui étaient sous contrôle espagnol, les présides espagnols en Afrique ne sont plus qu'au nombre de quatre. Il s'agit de Ceuta, Melilla, les îles Alhucemas et le Peñón de Vélez de la Gomera. Ces présides qui sont défendus par des garnisons espagnoles ont connu de nombreuses attaques au cours du temps. Pour l'Espagne, il s'agit de postes militaires autour desquels le pays ne possède qu'une petite zone insignifiante.
L'Empire chérifien a tenté à de nombreuses reprises la conquête des derniers présides espagnols. Par exemple, entre 1694 et 1727, sous le règne d'Ismaïl Ben Chérif, la ville de Ceuta est assiégée à deux reprises, et est de peu prise. En 1702, le fils d'Ismaïl, Moulay Zeïdan, à la tête d'une armée de 12 000 hommes, rase la forteresse espagnole du Peñón de Vélez de la Gomera mais ne réussit pas à garder l'île. Entre 1774 et 1775, Melilla résiste à un long siège de quatre mois, déclenché par le sultan Mohammed ben Abdellah. Les escarmouches entre le Maroc et l'Espagne continuent jusqu'en 1845, date où un traité est signé entre les deux pays, reconnaissant les possessions espagnoles en Afrique. À partir de là, des soldats réguliers de l'armée marocaine sont postés aux alentours de Ceuta pour veiller à ce qu'aucune attaque contre la garnison espagnole de la ville n'ait lieu. La situation de Melilla est quant à elle différente puisque les termes du traité de 1845 ne mentionnent en aucun cas la défense de la ville. En effet, le 9 septembre 1856, 18 tués et 68 blessés sont dénombrés pour l'armée espagnole après une sortie contre des tribus locales aux alentours de Melilla. Néanmoins, les relations aux alentours de Ceuta restent amicales et aucun incident n'est à déplorer.

### Antécédents
Dans la nuit du 10 août 1859 au 11 août 1859, alors que les Espagnols améliorent les fortifications en dehors de la ville de Ceuta, installent une plus importante garde pour la protection des travaux, et hissent leurs armes nationales, la tribu jeblie des Anjra qui voit cela comme une provocation, et dont le territoire est limitrophe, attaque au matin du 11 les travaux commencés par l'Espagne, prennent les armes nationales espagnoles et violent donc le territoire espagnol de Ceuta. L'Espagne demande immédiatement réparation d'autant plus que des soldats marocains sont postés au Serrallo, poste militaire à proximité de la frontière, et doivent donc normalement stopper les attaques des Anjra, qui eux ne peuvent atteindre les alentours de Ceuta sans passer par le poste en question. Selon le gouvernement espagnol, les soldats marocains auraient donc laissé passer les combattants tribaux. De plus, le chef marocain du Serrallo a été informé des travaux qui allaient s'entamer ainsi que le consul espagnol de Tanger, Blanco del Valle. Le chef du Serrallo s'explique par la suite au gouverneur de Ceuta et déclare être étranger au problème. Celui-ci rend un rapport au consul espagnol de Tanger ainsi qu'au gouvernement espagnol. Le jour même, quelque 500 à 600 Marocains attaquent la garnison de Ceuta, et provoquent des pertes espagnoles. En apprenant cela, le gouvernement espagnol ordonne à son consul de faire savoir au ministre du sultan que l'Espagne exige un remboursement immédiat en punissant les coupables, en rendant les armes nationales à l'endroit où elles se trouvaient, puis en saluant le drapeau espagnol par l'intermédiaire des autorités locales. Le ministre du sultan Mohammed El-Khetib répond favorablement aux demandes tout en indiquant que la garnison espagnole est également responsable. Ainsi, dix jours ont été accordés par l'Espagne au Maroc, et qu'en cas de refus du remboursement, le consul de Tanger doit quitter la ville. Entre-temps, les 22 et 24 août 1859, les tribus locales attaquent à nouveau la garnison de Ceuta. Pour les Espagnols, plus l'offense est grande, plus la réparation doit l'être.
Le 28 août, le sultan Abderrahmane ben Hicham meurt, laissant comme successeur son fils Mohammed ben Abderrahmane. Les Espagnols accordent vingt jours de plus aux Marocains dans le but de laisser le temps au nouveau sultan d'établir son pouvoir. Pendant ce temps, par un décret du 7 septembre 1859, le gouvernement espagnol avance les opérations de recrutement en octobre 1859, en prévision à un refus de remboursement. À l'expiration du délai, l'Empire chérifien demande neuf jours en plus qui sont accordés par le gouvernement espagnol. Une fois le recrutement terminé, le corps expéditionnaire espagnol est formé, et quatre corps d'armée sont levés à partir du 10 octobre. Le lendemain, le nouveau sultan envoie comme plénipotentiaire Mohamed Zebdi aux côtés de Mohammed El-Khetib pour négocier auprès du consul espagnol de Tanger, les demandes souscrites par les Espagnols. Mais en raison d'une nouvelle demande espagnole exigeant la cession d'une portion du territoire en avant de l'ancienne frontière,, Mohammed El-Khetib refuse d'accepter les demandes espagnoles déclarant ne pas détenir les pouvoirs nécessaires pour décider de tout ça. Le ministre demande un délai supplémentaire en indiquant qu'il s'en référera au sultan.
Le 22 octobre, le maréchal Leopoldo O'Donnell, ministre de la Guerre et président du Conseil des ministres, se rend à la séance de la Chambre des députés poussant le gouvernement à déclarer la guerre contre le Maroc le jour même. L'objectif officiel de la guerre est de laver l'affront, ce qui lui vaut d'être comparée à cause de sa démesure à l'Affaire de l'éventail entre le pacha Hussein Dey et le consul général Pierre Deval.

## Forces en présence

### Armée chérifienne
L'armée du Maroc est formée de quatre principaux éléments. Elle n'est pas organisée en unités et est mal armée et indisciplinée selon Achille Chauchar. Le plus puissant reste la garde noire des Abid al-Bukhari, formée durant le règne d'Ismaïl Ben Chérif, elle atteignait à son apogée 100 000 à 150 000 hommes. À la mort du souverain, l'Empire chérifien se déchire dans une anarchie complète causée par les Abid al-Bukhari, qui évincent à plusieurs reprises des prétendants au trône et commandent à la manière des janissaires ottomans. Ahmed ben Ismaïl, voyant la menace, réussit à semer la discorde entre eux et les tribus locales et parvient ainsi à baisser leur influence en les massacrant par milliers. À l'avènement de Mohammed ben Abdellah, la garde noire comprenait 30 000 à 35 000 cavaliers. Mohammed réussit en l'espace de quelques décennies à réduire la force noire à 15 000 hommes, en désarmant et séparant plusieurs milliers d'Abid al-Bukhari, et en leur assignant des terres. Elle compte avant la guerre entre 15 000 et 24 000 hommes.

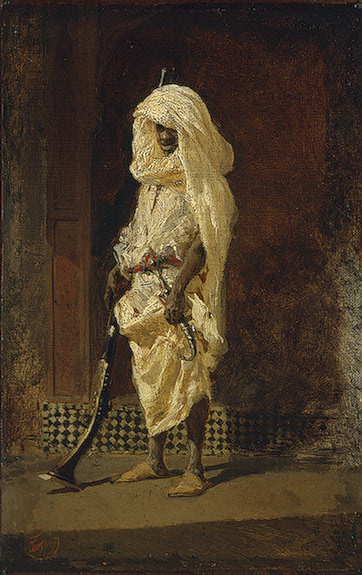
Peinture de Marià Fortuny représentant un soldat marocain vers 1860.

Après la débandade durant la bataille d'Isly de la cavalerie marocaine formée d'Abid al-Bukhari et de combattants tribaux, Mohammed ben Abderrahmane, qui commandait l'armée chérifienne alors que son père régnait toujours, décide de créer une troupe régulière dénommée Nichans en voulant recopier l'organisation et le matériel de l'armée française. Initialement composés de 12 000 hommes, à l'avènement du règne de Mohammed ben Abderrahmane, les Nichans doublent et se donnent même le luxe de posséder des armes de précision fournies par les Anglais.
Le troisième élément qui forme l'armée chérifienne sont les contingents du Makhzen des tribus et provinces. Cette force irrégulière est la plus nombreuse mais surtout la moins entraînée et armée. Tout homme âgé de 16 à 60 ans peut rejoindre les contingents du Makhzen, et ce sont les provinces où passent les contingents qui fournissent de quoi vivre aux troupes. L'armement des contingents est fourni par les tribus à l'exception de la poudre et du plomb fournis par le gouvernement chérifien. Pour les Européens, il s'agit avant tout d'une armée de pilleurs désorganisée.
Enfin, les colonies militaires forment le dernier élément de l'armée marocaine. Ce sont des familles qui fournissent en soldats leurs mâles et qui sont exemptées d'impôts. Elles disposent également de terres comme avantage mais aussi de soldes payées par le gouvernement irrégulièrement. Cette milice est surtout présente dans les zones urbaines et comprend, par exemple, les deux tiers de la population musulmane de Mogador, la moitié de celle de Safi et presque exclusivement la totalité de celle de Casablanca.
La marine militaire du Maroc, formée durant le règne de Mohammed ben Abdallah, comprenait en 1792 une douzaine de galiotes, six frégates et plusieurs milliers de matelots. Laissée à l'abandon par les différents successeurs de Mohammed, la flotte marocaine est gravement affaiblie et n'existe pratiquement même plus à la deuxième moitié du XIXe siècle. Il ne subsiste avant la guerre qu'une escadre de neuf navires totalisant 27 canons, non-entretenue. L'artillerie marocaine est quasiment inexistante. Selon l'auteur espagnol Evaristo Ventosa, le Maroc peut lever en temps de guerre un dixième de sa population soit 1 200 000 soldats ce qui semble tout de même fort exagéré. L'armée régulière qui est composée des deux premiers corps ne dépasse guère les 36 000 hommes avant la guerre, pour une population de plus de 12 000 000 d'habitants. Les forces marocaines sont commandées par Moulay el-Abbas, frère du sultan Mohammed ben Abderrahmane. La cavalerie reste la principale force militaire du pays.

### Armée espagnole
Avant le début de la guerre, l'armée espagnole comptait environ 5 000 officiers, 75 000 réguliers, 168 canons et 9 000 chevaux,. Elle pouvait atteindre 150 000 hommes en comptant ses troupes irrégulières. À l'occasion de la guerre, de nouveaux régiments de cavalerie ont été créés, et de nombreux volontaires ont rejoint l'armée espagnole.
En prévision au non-remboursement, le gouvernement avait ouvert dès octobre 1859 par un décret du 7 septembre 1859, le début des opérations de recrutement devant normalement avoir lieu comme chaque année au printemps. À la fin du recrutement, deux corps d'armée sont réunis à Cadix et Algésiras à partir du 10 octobre 1859, comprenant déjà un total de 36 bataillons, 7 batteries, 7 escadrons et 1 bataillon du génie. Ils sont respectivement commandés par les généraux Rafael Echagüe et Juan Zavala de la Puente. Puis un troisième corps sous les ordres du général Antonio Ros de Olano, est formé à Malaga, tandis qu'un corps de réserve est également formé et commandé par le général Joan Prim.

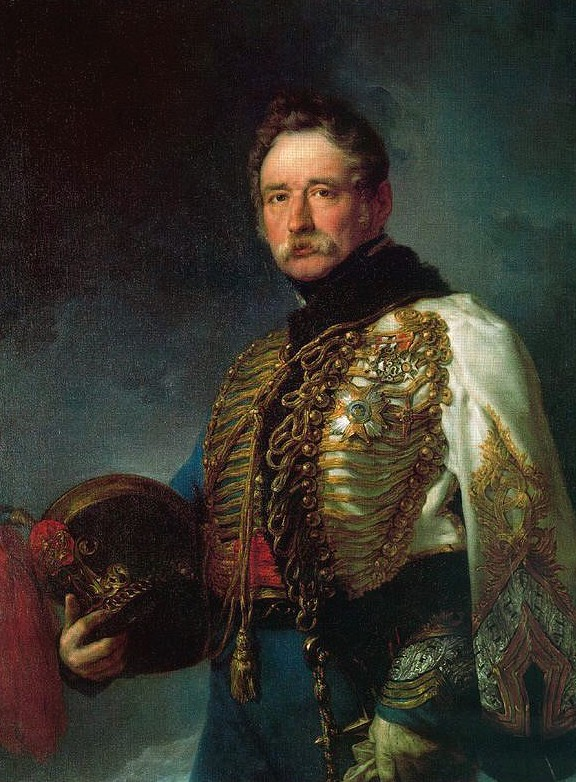
Juan Zavala de la Puente, commandant du 2e corps, peinture de Vicente López y Portaña.

Sur les quatre corps d'armée, deux ont des missions différentes. En effet, le 1er corps doit servir d'avant-garde et sur les 12 bataillons qu'il possède, 6 se trouvent dans l'armée des chasseurs à pied. Il comprend 10 160 soldats et 340 chevaux et mulets mais aussi 18 canons, répartis en 3 compagnies. Le corps de réserve a pour mission grâce à ses moyens particuliers, d'entretenir des sièges ou d'investir des villes. Il ne possède que 3 bataillons d'infanterie, et le reste se compose de soldats du génie, d'artillerie à pied, d'une cavalerie forte de 1 800 chevaux, et de l'équipage des ponts. Avec six escadrons d'artillerie, le corps possède à sa disposition 28 canons et comprend au total 7 640 soldats. Les 2e et 3e corps d'armée sont semblables et n'ont pas de mission particulière. Ils sont organisés en deux divisions d'infanterie, et ont à peu près le même nombre de bataillons et de canons. Le 2e corps comprend 13 540 soldats tandis que le 3e en compte 13 400.
Le corps expéditionnaire espagnol se compose au total de 44 740 soldats, 3 000 chevaux et mulets ainsi que de 78 canons. Il comprend 30 bataillons d'infanterie, 18 bataillons de chasseurs à pied, 12 escadrons de cavalerie, 15 compagnies du génie ainsi que 18 unités d'artillerie. Mis à part ces combattants, les Espagnols sont également pourvus de services divers comprenant 2 000 hommes et 1 500 chevaux et mulets. Ces services spéciaux se composent d'un corps de santé, d'une administration militaire et d'une compagnie d'ouvriers qui travaillent par exemple à la construction de la route de Tétouan.
Six semaines après l'ouverture de la campagne, de nouveaux renforts atteignent le théâtre des opérations. Une nouvelle division venant juste d'être organisée rejoint donc le corps expéditionnaire espagnol. Répartie en six unités, la division compte au total 5 600 soldats. Elle comprend deux régiments d'infanterie, deux brigades d'infanterie, un bataillon de chasseurs ainsi que les Provincial de Malaga. En plus de ces six unités, 3 450 irréguliers rejoignent l'armée espagnole soit une division basque de 3 000 hommes, et 450 volontaires de Catalogne. C'est donc 9 050 hommes qui renforcent l'armée espagnole après six semaines de campagne.
La marine espagnole lève une grande partie de son armada pour la guerre. Les navires de guerre engagés au déclenchement de la guerre sont au nombre de 24, et sont composés d'un vaisseau, de l'Isabelle II, de 3 frégates, 2 corvettes, 4 goélettes, 11 vapeurs et 3 bâtiments fin voiliers. Le transport des forces terrestres de l'expédition est réalisé par 11 navires de transport dont 9 vapeurs. Plus tard, en pleine guerre, 3 autres navires de guerre rejoignent le théâtre des opérations.

## Déroulement

### Débarquement du1ercorps et premiers combats
Dès le début du déclenchement de la guerre, la marine espagnole entame le blocus des ports de Tétouan, Tanger et Larache. Le 3 mai, le maréchal Leopoldo O'Donnell est nommé commandant en chef de l’expédition espagnole. À partir de là, le maréchal organise les préparatifs du débarquement. Du 10 au 18 novembre 1859, Leopoldo O'Donnell passe en revue son armée et la réunit plusieurs fois à Cadix et Algésiras, puis fait un état des lieux de la garnison de Ceuta,.

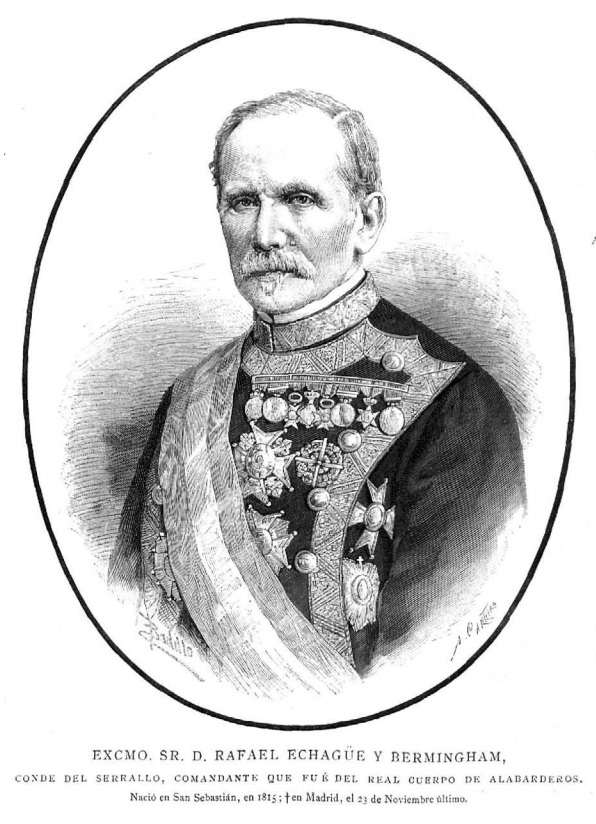
Rafael Echagüe, commandant en chef du 1er corps.

Le 18, le 1er corps d'armée qui sert d'avant-garde, embarque pour Ceuta et atteint la ville le matin du 19, retardé par des conditions météorologiques extrêmes. À peine débarqué sur la terre ferme, le 1er corps, commandé par le général Rafael Echagüe (es), s'attaque avec la totalité de son effectif au poste militaire du Serrallo, situé à l'ouest de Ceuta dont il est très proche, ce qui engage les premières hostilités de la guerre. Le poste est pris rapidement avec très peu de pertes vers neuf heures du matin le 19. À peine le Serrallo et ses hauteurs contrôlés, Rafael Echagüe ordonne l'établissement de retranchements et de redoutes notamment sur la route d'Anjra également orthographié Anghera, en attendant l'arrivée du matériel et du reste des corps expéditionnaires espagnols, retardés par les mauvaises conditions météorologiques,. Le soir du 20, les Marocains lancent une première petite attaque qui cause seulement 5 ou 6 blessés parmi les Espagnols. Le 22 novembre, à 11 heures du matin, 4 000 soldats réguliers marocains s'attaquent au campement espagnol et à ses postes avancés. Le 1er corps tout entier participe aux combats qui se déroulent en plusieurs endroits. Les Marocains finalement repoussés, se retirent. Les pertes espagnoles restent faibles et ne dépassent pas les 7 morts et 48 blessés, tandis que les Marocains comptent beaucoup de pertes notamment à cause de l'artillerie espagnole,.
Le lendemain de nouveaux combats ont lieu, où les Espagnols comptent 3 tués et quelques blessés. Le 24, ce sont près de 15 000 tribaux irréguliers qui s'attaquent aux redoutes espagnoles à partir de deux côtés. L'artillerie espagnole et les bataillons de chasseurs à pied repoussent à plusieurs reprises ces attaques qui durent toute la journée, et causent d'importantes pertes dans les deux camps,. Le 25, entre 4 000 et 12 000 Marocains reviennent à la charge et déclenchent une importante bataille. Les Marocains déterminés chargent violemment les Espagnols, mais sont foudroyés par l'artillerie espagnole. L'armée marocaine prend finalement la fuite en direction de la sierra Bullones, laissant derrière elle, le terrain jonché de cadavres. Les pertes espagnoles restent importantes et sont estimées entre 70 et 80 morts, et comptent plus de 400 blessés. Le général Rafael Echagüe est blessé à la main droite durant les combats.

### Arrivée de renforts et harcèlement marocain continu
En apprenant qu'une grande bataille s'est déroulée, et que le 1er corps d'armée a perdu beaucoup d'hommes et risque d'être anéanti, Leopoldo O'Donnell embarque d'urgence en même temps que le 2e corps d'armée pour Ceuta, alors que les conditions météorologiques restent horribles. Il débarque dans la ville le matin du 28, et inspecte immédiatement les positions conquises par le 1er corps. Celui-ci ne compte plus que 9 000 soldats en état de combattre contrairement aux 10 160 soldats que comptait initialement le corps d'armée. De plus, les 26 et 27, la 1re division du 2e corps d'armée et le corps de réserve débarquent à Ceuta, tandis que le temps horrible qu'il fait toujours en mer retarde l'arrivée des troupes et du matériel. Les généraux Juan Zavala de la Puente (es) et Juan Prim débarquent donc de l'autre côté de la Méditerranée. Toujours le 27, c'est le reste du 2e corps qui s'embarque pour Ceuta.
L'armée espagnole est confrontée à plusieurs difficultés. Tout d'abord les attaques incessantes des Marocains, puis les diverses maladies à savoir le choléra qui se propage et cause de nombreuses victimes parmi les soldats, mais aussi le froid, les pluies diluviennes et la neige abondante,. Le 29 novembre, le vapeur Le Gênes qui possède en son bord des troupes, un matériel de parc du génie, des grenades et de la poudre, jette l'ancre pour Ceuta depuis Cadix. Le navire n'a finalement pas le temps de quitter le port de Cadix puisqu'une grenade explose en son sein et cause un terrible incendie, qui pousse le général du 3e corps d'armée Antonio Ros de Olano (es) et les autorités locales à ordonner de couler le navire. Le 30, les Marocains attaquent les positions espagnoles. Leopoldo O'Donnell répartit la défense espagnole en plusieurs endroits. Tout d'abord le 2e corps défend les hauteurs du Serralo, le corps de réserve défend le Serralo lui-même, puis le 1er corps désormais commandé par Manuel Gasset y Mercader depuis la blessure de Rafael Echagüe, défend la redoute de la route d'Anghera dite Isabelle II et le bois d'Anghera. Les Marocains attaquent ainsi la droite des positions espagnoles, et s'emparent au passage des hauteurs jusqu'à la maison du Rénégat qui est une ruine fortifiée par les Espagnols, mais aussi la gauche des lignes espagnoles à partir du bois d'Anghera, tentant donc de s'introduire entre ce point et le Serrallo, avant d'être repoussés par les charges de neuf bataillons du 1er corps. Les pertes marocaines sont de 230 morts pour 52 Espagnols tués.

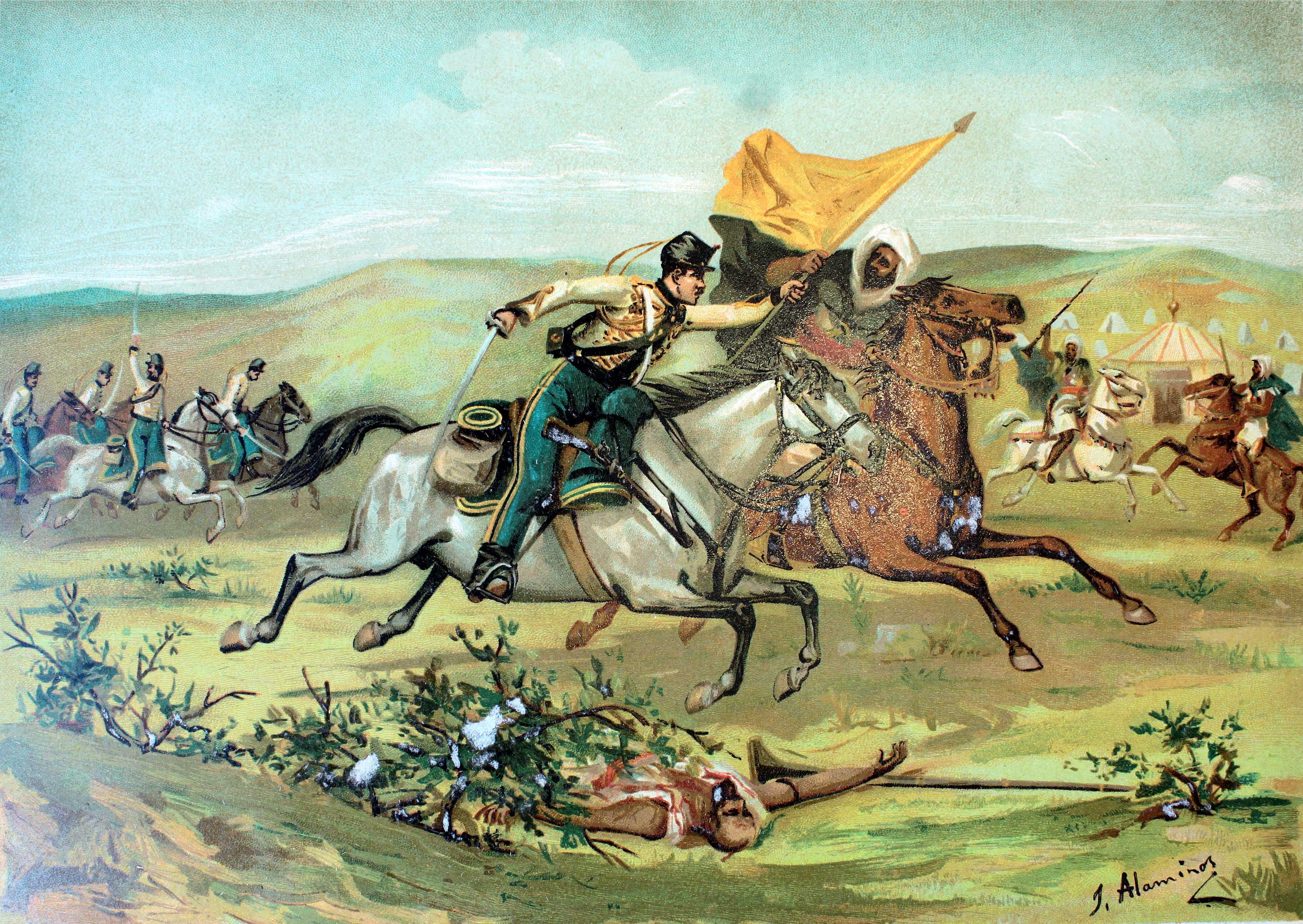
Combats opposant des cavaliers espagnols et marocains durant la guerre.

Le 9 décembre, comme d'habitude, le général Joan Prim et son corps sortent du camp pour protéger les ouvriers participant à la construction de la route de Tétouan. Mais ce jour-là, au moins 10 000 Marocains lancent pour la première fois une attaque organisée et commandée par Mouley Abbas, frère du sultan Mohammed Ben Abderrahmane et commandant en chef de l'armée chérifienne,. Les combats se sont principalement déroulés dans les redoutes sentinelles d'Isabelle II et du Roi Francisco. Initialement défendues par six compagnies de deux régiments, l'arrivée de renforts principalement du 2e corps, permet de repousser l'armée marocaine qui se replie aux hauteurs de la sierra Bullones. Les pertes restent élevées lors de cette journée meurtrière de combats. Entre 12 et 80 Espagnols ont été tués, tandis que près de 300 Marocains ont perdu la vie lors de cette bataille. Entre les 12 et 14 décembre, le 3e corps commandé par Antonio Ros de Olano, débarque à Ceuta et atteint le théâtre des opérations.
Le 15, le corps de réserve commandé par le général Joan Prim quitte le camp espagnol pour protéger les constructions de la route de Tétouan, qui permettrait à l'armée espagnole accompagnée de son matériel de s'emparer de la ville. Les Marocains font tout depuis l'arrivée des corps espagnols pour empêcher ces constructions. Ainsi, ce sont entre 4 000 et 5 000 Marocains qui s'attaquent au chemin de Tétouan et donc au corps de réserve. Les Marocains sont repoussés. Le lendemain, une nouvelle attaque marocaine est repoussée cette fois-ci lancée sur tout le camp espagnol dans son étendue. Le 3e corps participe à son premier combat.

### Offensive espagnole et prise de Tétouan

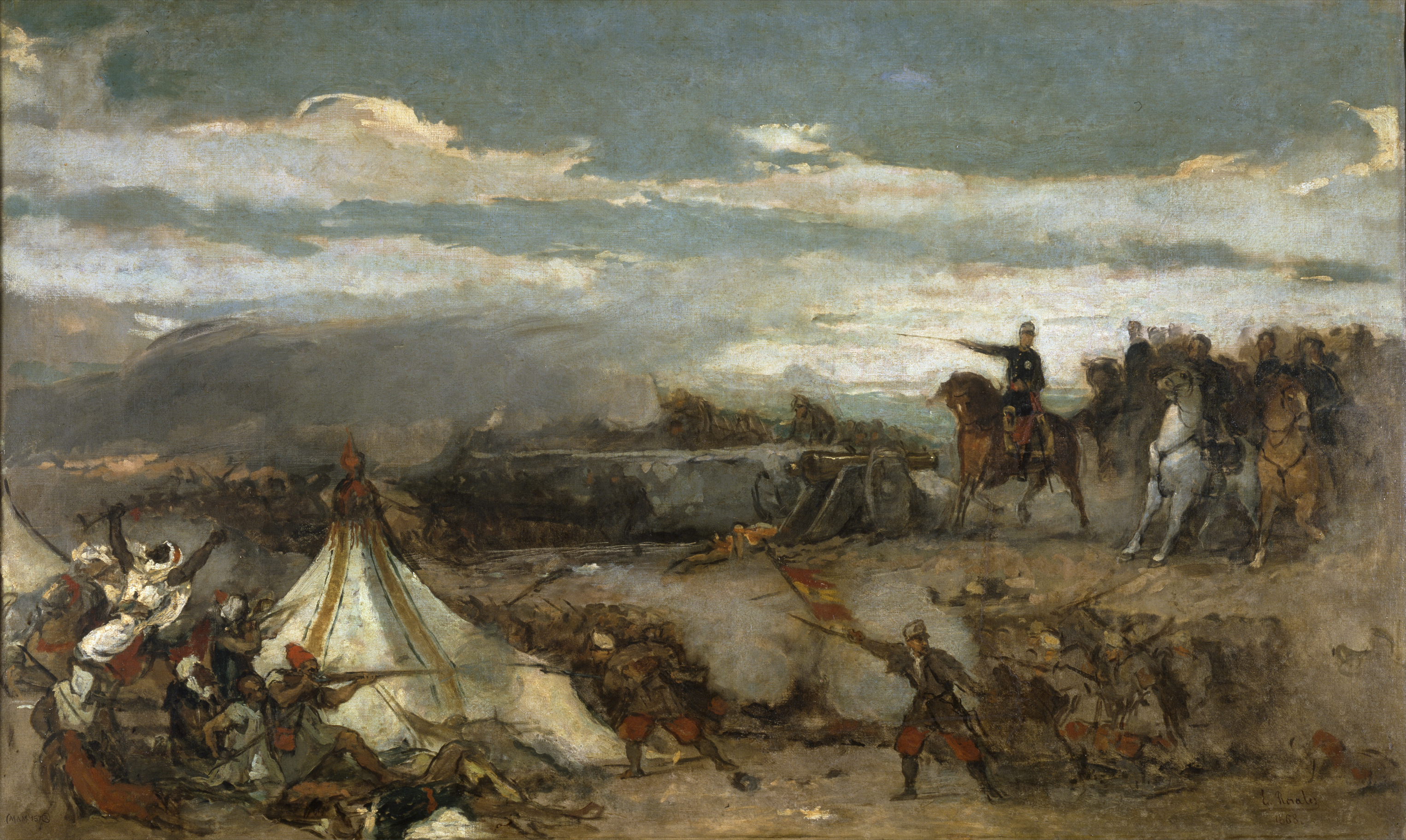
Un épisode de la bataille de Tétouan par Eduardo Rosales, 1868.

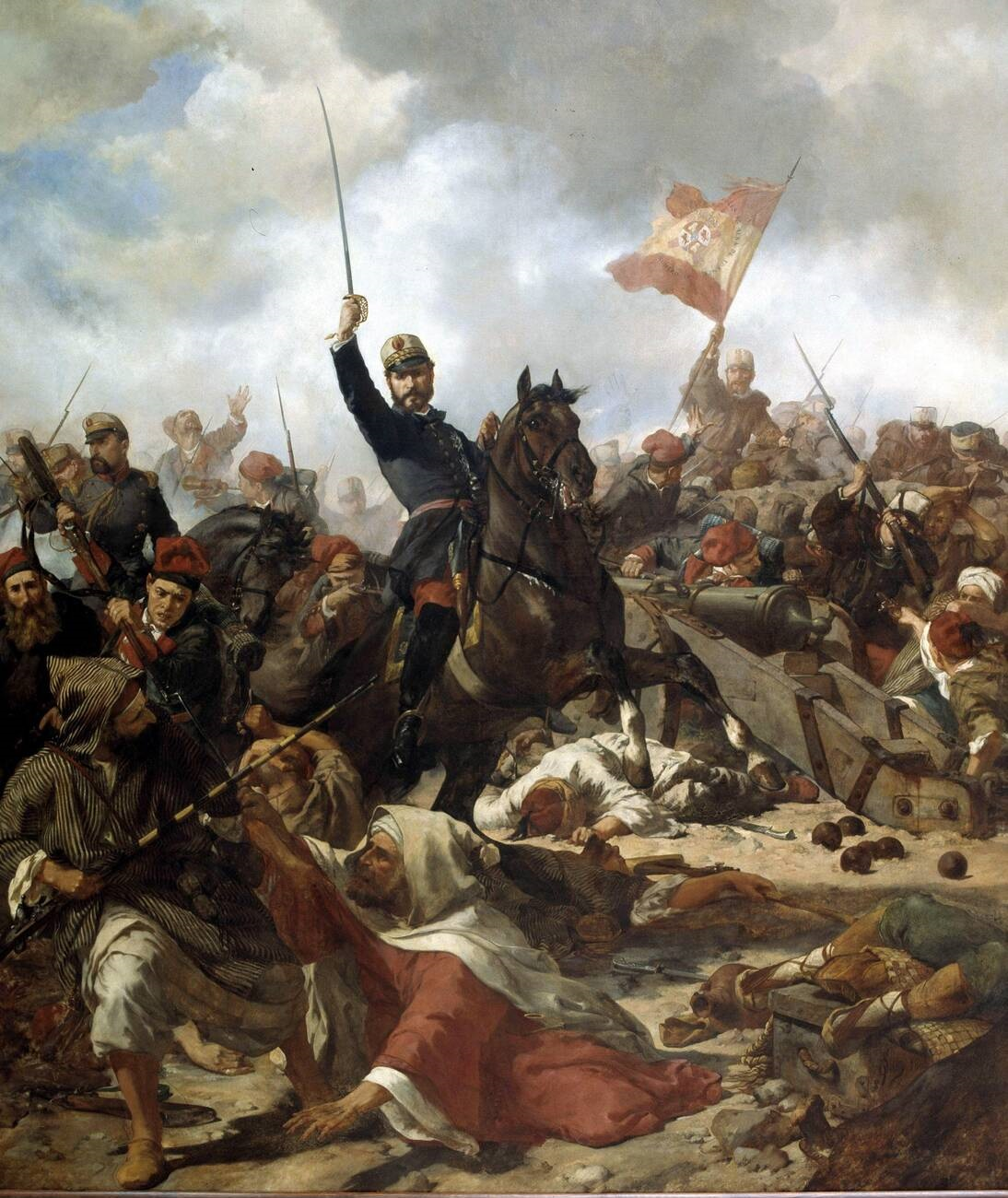
Le Général Juan Prim durant la bataille de Tétouan, le 26 février 1860, par.

### Fin du conflit

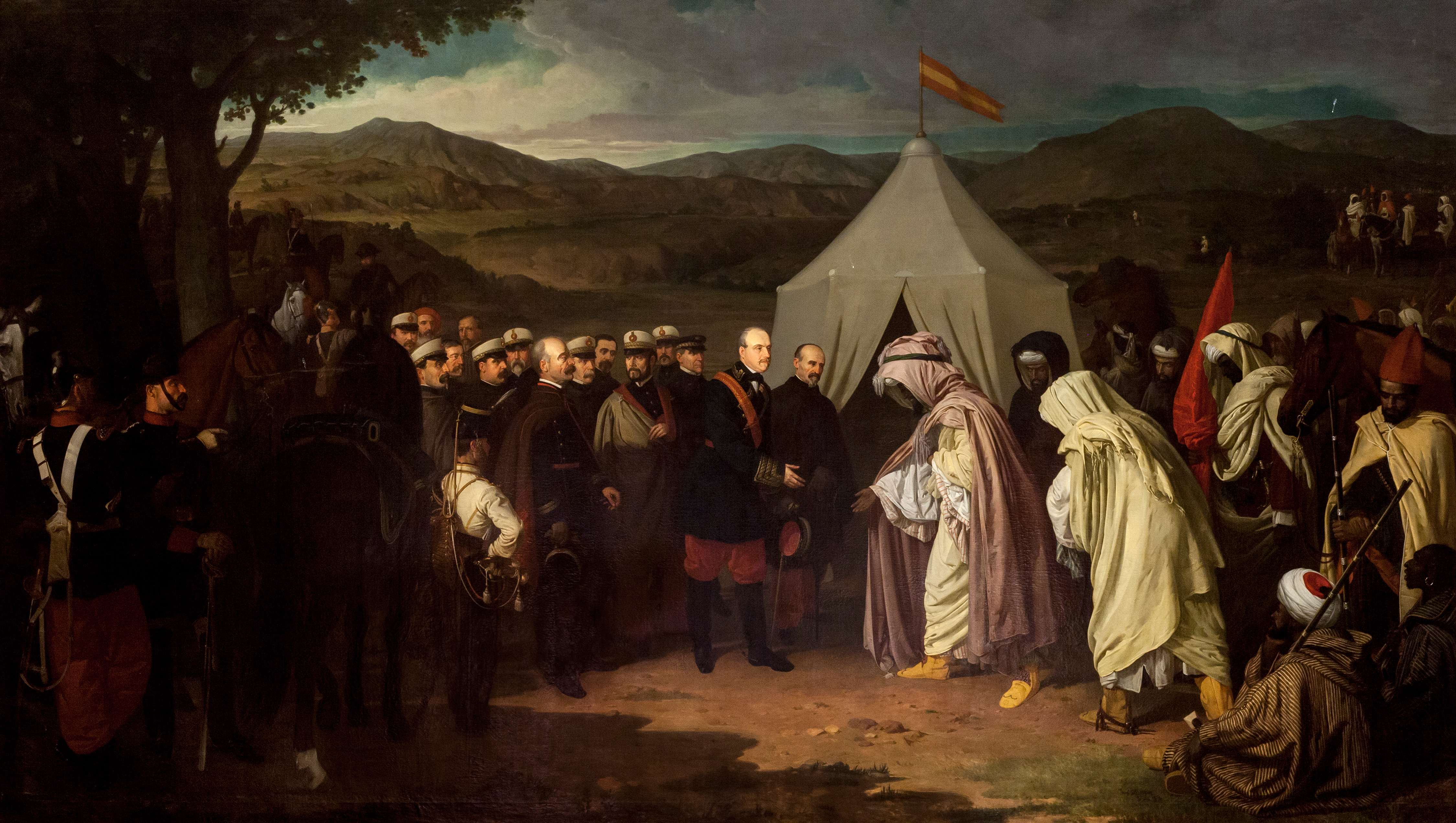
Le traité de Wad-Ras par Joaquín Domínguez Bécquer, 1870.

La paix de Ouad-Ras est signée le 25 avril à Tétouan par le général O'Donnell et l'émissaire Muley-el-Abbas ; elle stipule que le Maroc verse une indemnité de guerre de 20 millions de piastres à l'Espagne, la ville de Tétouan demeurant sous occupation militaire de l'Espagne jusqu'au versement complet de cette somme.

## Représentations artistiques
Les peintres espagnols Marià Fortuny et Salvador Dalí ont représenté la scène de bataille dans deux tableaux.

La Bataille de Tétouan de Marià Fortuny.
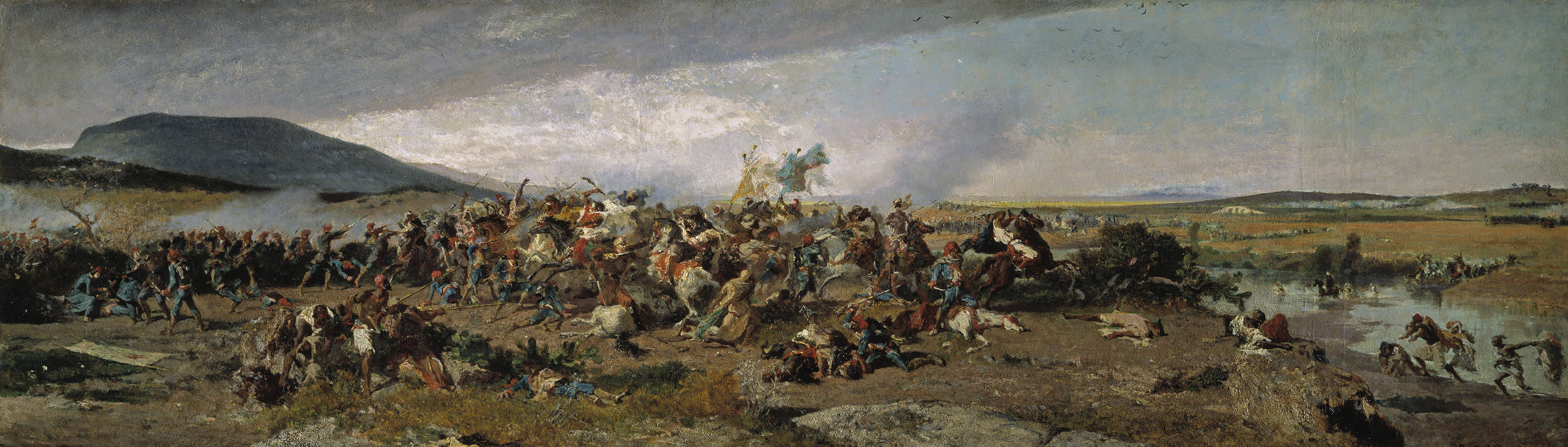
La Bataille de Wad-Ras de Marià Fortuny.

### Sources bibliographiques
1. ↑  Chauchar, p. 44.
2. ↑  Rézette, p. 41.
3. ↑  Rézette, p. 43.
4. ↑  Rézette, p. 42.
5. ↑  Chauchar, p. 45-46.
6. 1 2 3 4 5  Chauchar, p. 47.
7. ↑  Godard, p. 627.
8. 1 2  Chauchar, p. 48.
9. 1 2  Chauchar, p. 49.
10. 1 2  Chauchar, p. 50.
11. 1 2 3 4  Baudoz, p. 238
12. ↑  Chauchar, p. 51.
13. ↑  Chauchar, p. 53.
14. ↑  Chauchar, p. 54.
15. ↑  Chauchar, p. 56.
16. 1 2 3  Baudoz, p. 208.
17. 1 2 3  Chauchar, p. 10.
18. 1 2  Baudoz, p. 209.
19. 1 2  Baudoz, p. 210.
20. 1 2  Baudoz, p. 216.
21. 1 2  Baudoz, p. 215.
22. 1 2  Chauchar, p. 11.
23. 1 2  Baudoz, p. 225.
24. ↑  Chauchar, p. 71.
25. ↑  Baudoz, p. 232.
26. 1 2 3  Baudoz, p. 233.
27. ↑  Baudoz, p. 227.
28. 1 2 3 4 5  Baudoz, p. 234.
29. ↑  Baudoz, p. 231-232.
30. 1 2  Baudoz, p. 235.
31. 1 2  Baudoz, p. 236.
32. ↑  Chauchar, p. 94.
33. ↑  Chauchar, p. 96.
34. 1 2 3 4  Baudoz, p. 239.
35. ↑  Chauchar, p. 99.
36. ↑  Chauchar, p. 126.
37. ↑  Chauchar, p. 127.
38. ↑  Chauchar, p. 131.
39. ↑  Chauchar, p. 132.
40. ↑  Chauchar, p. 134.
41. ↑  Chauchar, p. 135.
42. ↑  Chauchar, p. 136.
43. ↑  Chauchar, p. 138.
44. ↑  Chauchar, p. 140.
45. 1 2  Chauchar, p. 145.
46. 1 2  Chauchar, p. 144.
47. 1 2 3  Baudoz, p. 241.
48. ↑  Chauchar, p. 147.
49. 1 2  Chauchar, p. 149.
50. ↑  Chauchar, p. 148.
51. ↑  Chauchar, p. 150.
52. ↑  Chauchar, p. 156.
53. ↑  Baudoz, p. 242.
54. ↑  Chauchar, p. 157.
55. ↑  Baudoz, p. 243.
56. ↑  Chauchar, p. 160.
57. ↑  Chauchar, p. 161.
58. 1 2  Baudoz, p. 244.
59. ↑  Chauchar, p. 169.
60. 1 2  Baudoz, p. 246.
61. ↑  Chauchar, p. 172.
62. ↑  Chauchar, p. 173.
63. ↑  Baudoz, p. 247.